# A Greek-English Lexicon
A Greek-English Lexicon (noto anche come Liddell & Scott, Liddell-Scott-Jones o LSJ) è un'importante opera lessicografica riguardante la lingua greca antica.

## Il Liddell-Scott
Iniziato nell'Ottocento, il dizionario attualmente è alla nona edizione (1940). Alla nona edizione è stata aggiunta un'appendice di revisione nel 1968. Tale appendice è stata aggiornata nel 1996. Originariamente il dizionario era basato su un'opera precedente, lo Handwörterbuch der griechischen Sprache del lessicografo tedesco Franz Passow (pubblicato per la prima volta nel 1819, quarta edizione 1831), che a sua volta si basava sul Kritisches griechisch-deutsches Handwörterbuch di Johann Gottlob Schneider, il LSJ è servito da base per molti altri vocabolari di greco antico, come il Diccionario Griego-Español (DGE) e il Vocabolario greco-italiano di Lorenzo Rocci.
Curato da Henry Liddell, Robert Scott, Henry Stuart Jones e Roderick McKenzie, è pubblicato dalla Oxford University Press; oltre all'opera principale (The Big Liddell o The Great Liddell) esistono anche delle versioni più piccole (The Little Liddell e The Middle Liddell). 
Secondo la prefazione di Stuart Jones alla nona edizione (1925), la creazione del Greek-English Lexicon fu proposta originariamente da David Alphonso Talboys, un editore di Oxford. Fu pubblicato dalla Clarendon Press a Oxford invece che da Talboys perché questi morì prima del completamento della prima edizione (1843). Le edizioni dalla seconda alla sesta furono pubblicate negli anni 1845, 1849, 1855, 1861 e 1869.
Il primo curatore del LSJ, Henry Liddell, fu rettore del Christ Church (Oxford) e padre di Alice Liddell, colei che ispirò il personaggio di Alice in Alice nel Paese delle Meraviglie; l'ultima edizione pubblicata durante la sua vita fu l'ottava (1897).
Nel mondo anglosassone, il Liddell-Scott viene a volte accostato al dizionario latino-inglese A Latin Dictionary di Lewis e Short, anch'esso pubblicato dall'Oxford University Press, e al Bauer's Lexicon, un dizionario di greco antico specializzato sulla lingua del Nuovo Testamento.

## Riduzioni
La Oxford University Press pubblicò due edizioni ridotte del LSJ, che rimangono in stampa.
Nel 1843, lo stesso anno della pubblicazione del lessico completo, fu pubblicato anche A Lexicon: Abridged from Liddell and Scott's Greek–English Lexicon (chiamato a volte The Little Liddell), più volte revisionato.
Nel 1889 fu pubblicata una versione intermedia del LSJ, An Intermediate Greek–English Lexicon (chiamato a volte The Middle Liddell), basata sulla settima edizione del LSJ (1882): questo dizionario contiene un maggior numero di voci e copre la maggior parte della letteratura greca antica più comunemente letta, aggiunge citazioni di autori greci (pur senza menzionare il passo da cui sono presi) per illustrare la storia dell'uso del vocabolo e aiuta maggiormente con le forme irregolari.

## Supplemento
Dopo la pubblicazione della nona edizione del LSJ (1940), poco dopo la morte di Jones e McKenzie, la Oxford University Press mantenne una lista di addenda et corrigenda (aggiunte e correzioni) che fu unita alle edizioni successive. Questa lista nel 1968 fu sostituita da un supplemento al LSJ.
Né gli addenda né il supplemento sono stati uniti al testo principale, che è tuttora quello del 1940. Il supplemento, inizialmente curato da M. L. West., dal 1981 è curato da P. G. W. Glare, editore dell'Oxford Latin Dictionary, che dal 1988 viene affiancato da Anne A. Thompson; con loro collaborano molti altri studiosi.
Il supplemento consiste di una serie di aggiunte e correzioni al testo principale divise per lemma. Le voci del supplemento sono marcate con dei segni per mostrare la natura dei cambiamenti che contengono; molte delle aggiunte provengono dalla decifrazione delle tavolette scritte in lineare B. L'ultima edizione, del 1996, consisteva di 320 pagine.

## Edizioni elettroniche e traduzioni
La nona edizione del LSJ è accessibile gratuitamente in formato elettronico dal 2007, essendo stata digitalizzata dal Perseus Project. Diogenes, un software gratuito, incorpora i dati di Perseus e permette una facile consultazione offline del LSJ da parte delle piattaforme Mac OS X, Windows e Linux. Marcion è un'altra applicazione open source che utilizza i dati di Perseus.
Per i supporti mobili, sia i Palm PDA sia gli iPhone/iPod touch riportano i dati di Perseus. Google Play offre a basso prezzo il download offline del LSJ intermedio. Una versione in CD-ROM contenente anche il supplemento alla nona edizione fu venduta dalla Logos Bible Software. Nel 2011 fu pubblicata una nuova versione online del LSJ dal Thesaurus Linguae Graecae (TLG): questa versione corregge "un gran numero di errori tipografici" e include link agli altri testi del TLG.
Esiste anche una versione Kindle che permette di cercare gran parte delle forme di greco classico e supporta un numero crescente di testi in greco antico e classico.
Il LSJ è stato tradotto in lingua greca moderna da Anestis Konstantinidis e pubblicato nel 1904 con titolo di Μέγα Λεξικὸν τῆς Ἑλληνικῆς Γλώσσης.
Nel 1975 l'editore Le Monnier ha pubblicato una traduzione italiana della versione intermedia del vocabolario dal titolo Dizionario illustrato greco-italiano a cura di Q. Cataudella, M. Manfredi e F. Di Benedetto.

### Edizioni elettroniche
- Presso il Perseus Project: Word study tool e Search headwords and English definitions
- LSJ presso il Thesaurus Linguae Graecae
- LSJ Archiviato il 5 marzo 2011 in Internet Archive. presso l'Harvard's Archimedes Project
- LSJ Archiviato il 28 luglio 2020 in Internet Archive. presso l'Università di Chicago
- LSJ in formato wiki
- Traduzione in greco moderno presso l'Università dell'Egeo

### Scansioni delGreat Liddell
- Quarta edizione (1855) presso l'Internet Archive
- Sesta edizione (1869) presso l'Internet Archive
- Settima edizione (1883) presso l'Internet Archive
- Ottava edizione (1901)  presso l'Internet Archive
- Nona edizione (1940) vol. 1 presso l'Internet Archive
- Nona edizione (1940) vol. 2 presso l'Internet Archive
- Edizione americana (1853) di Henry Drisler presso l'Internet Archive

### Scansioni delMiddle Liddell
- Prima edizione americana (1889, American Book Company, New York-Cincinnati-Chicago) presso l'Internet Archive
- Prima edizione americana (1889, Harper & Brothers, New York) presso l'Internet Archive

### Scansioni delLittle Liddell
- Quinta edizione inglese (1855, Oxford University Press, Oxford) presso l'Internet Archive
- Quattordicesima edizione americana (1875, Ginn Brothers, Boston) presso l'Internet Archive
- Diciottesima edizione americana (1879) presso l'Internet Archive
- Diciottesima edizione americana (1880, Harper & Brothers, New York) presso l'Internet Archive
- Ventiquattresima edizione americana (1891, Harper & Brothers, New York) su Google Libri